# Dactyloceras bramarbas
Dactyloceras bramarbas är en fjärilsart som beskrevs av Karsch 1895. Dactyloceras bramarbas ingår i släktet Dactyloceras och familjen Brahmaeidae. Inga underarter finns listade i Catalogue of Life.